# Eleições presidenciais portuguesas de 2021 no distrito de Lisboa
| Eleições presidenciais portuguesas de 2021 Distritos: Aveiro \| Beja \| Braga \| Bragança \| Castelo Branco \| Coimbra \| Évora \| Faro \| Guarda \| Leiria \| Lisboa \| Portalegre \| Porto \| Santarém \| Setúbal \| Viana do Castelo \| Vila Real \| Viseu \| Açores \| Madeira \| Estrangeiro |

## Resultados por Concelho
Os resultados nos concelhos do Distrito de Lisboa foram os seguintes:

### Alenquer
| Candidato               | Candidato               | Votos  | %               |
| ----------------------- | ----------------------- | ------ | --------------- |
|                         | Marcelo Rebelo de Sousa | 10 714 | 61,09 / 100,00  |
|                         | André Ventura           | 2 433  | 13,87 / 100,00  |
|                         | Ana Gomes               | 1 757  | 10,02 / 100,00  |
|                         | João Ferreira           | 1 128  | 6,43 / 100,00   |
|                         | Marisa Matias           | 610    | 3,48 / 100,00   |
|                         | Vitorino Silva          | 479    | 2,73 / 100,00   |
|                         | Tiago Mayan Gonçalves   | 416    | 2,37 / 100,00   |
| Votos Inválidos         | Votos Inválidos         | 317    | 1,77 / 100,00   |
| Total                   | Total                   | 17 854 | 100,00 / 100,00 |
| Eleitorado/Participação | Eleitorado/Participação | 35 962 | 49,65 / 100,00  |

| Freguesia                                  | %     | %     | %     | %    | %    | %    | %    | Votantes |
| Freguesia                                  | MRS   | AV    | AG    | JF   | MM   | VS   | TMG  | Votantes |
| ------------------------------------------ | ----- | ----- | ----- | ---- | ---- | ---- | ---- | -------- |
| Freguesia                                  |       |       |       |      |      |      |      | Votantes |
| Abrigada e Cabanas de Torres               | 60,76 | 12,12 | 10,31 | 9,57 | 2,72 | 2,66 | 1,87 | 1 793    |
| Aldeia Galega da Merceana e Aldeia Gavinha | 61,72 | 13,80 | 9,55  | 7,22 | 3,29 | 2,01 | 2,41 | 1 268    |
| Alenquer (Santo Estêvão e Triana)          | 59,32 | 13,95 | 11,04 | 5,57 | 3,94 | 2,99 | 3,20 | 5 080    |
| Carnota                                    | 62,35 | 15,21 | 8,89  | 6,17 | 2,71 | 2,86 | 1,81 | 674      |
| Carregado e Cadafais                       | 59,60 | 15,11 | 9,85  | 6,63 | 3,91 | 2,74 | 2,16 | 4 892    |
| Meca                                       | 65,73 | 9,41  | 9,14  | 8,74 | 2,69 | 2,55 | 1,75 | 755      |
| Olhalvo                                    | 62,92 | 14,93 | 9,64  | 5,63 | 2,76 | 2,07 | 2,07 | 895      |
| Ota                                        | 59,52 | 17,74 | 8,32  | 6,28 | 4,25 | 1,85 | 2,03 | 551      |
| Ribafria e Pereiro de Palhacana            | 67,32 | 11,76 | 7,52  | 6,05 | 2,78 | 2,61 | 1,96 | 619      |
| Ventosa                                    | 66,45 | 11,99 | 9,68  | 3,74 | 2,97 | 3,30 | 1,87 | 927      |
| Vila Verde dos Francos                     | 66,50 | 12,09 | 10,83 | 3,27 | 2,02 | 3,53 | 1,76 | 400      |
| Alenquer                                   | 61,09 | 13,87 | 10,02 | 6,43 | 3,48 | 2,73 | 2,37 | 17 854   |

### Amadora
| Candidato               | Candidato               | Votos   | %               |
| ----------------------- | ----------------------- | ------- | --------------- |
|                         | Marcelo Rebelo de Sousa | 40 620  | 60,03 / 100,00  |
|                         | Ana Gomes               | 9 614   | 14,21 / 100,00  |
|                         | André Ventura           | 8 049   | 11,90 / 100,00  |
|                         | João Ferreira           | 3 707   | 5,48 / 100,00   |
|                         | Marisa Matias           | 2 746   | 4,06 / 100,00   |
|                         | Tiago Mayan Gonçalves   | 1 736   | 2,57 / 100,00   |
|                         | Vitorino Silva          | 1 189   | 1,76 / 100,00   |
| Votos Inválidos         | Votos Inválidos         | 1 116   | 1,63 / 100,00   |
| Total                   | Total                   | 68 777  | 100,00 / 100,00 |
| Eleitorado/Participação | Eleitorado/Participação | 144 711 | 47,53 / 100,00  |

| Freguesia             | %     | %     | %     | %    | %    | %    | %    | Votantes |
| Freguesia             | MRS   | AG    | AV    | JF   | MM   | TMG  | VS   | Votantes |
| --------------------- | ----- | ----- | ----- | ---- | ---- | ---- | ---- | -------- |
| Freguesia             |       |       |       |      |      |      |      | Votantes |
| Águas Livres          | 61,93 | 13,81 | 10,97 | 5,56 | 3,90 | 2,15 | 1,68 | 14 562   |
| Alfragide             | 55,99 | 17,32 | 12,84 | 3,77 | 3,39 | 5,19 | 1,50 | 8 016    |
| Encosta do Sol        | 61,97 | 13,60 | 11,58 | 5,32 | 3,66 | 2,11 | 1,77 | 10 795   |
| Falagueira-Venda Nova | 58,77 | 14,53 | 11,13 | 6,59 | 4,93 | 2,22 | 1,84 | 8 592    |
| Mina de Água          | 60,29 | 12,75 | 13,31 | 5,10 | 4,36 | 2,31 | 1,87 | 16 347   |
| Venteira              | 59,15 | 15,03 | 11,21 | 6,52 | 4,01 | 2,29 | 1,80 | 10 465   |
| Amadora               | 60,03 | 14,21 | 11,09 | 5,48 | 4,06 | 2,57 | 1,76 | 68 777   |

### Arruda dos Vinhos
| Candidato               | Candidato               | Votos  | %               |
| ----------------------- | ----------------------- | ------ | --------------- |
|                         | Marcelo Rebelo de Sousa | 3 429  | 61,32 / 100,00  |
|                         | André Ventura           | 758    | 13,56 / 100,00  |
|                         | Ana Gomes               | 633    | 11,32 / 100,00  |
|                         | João Ferreira           | 265    | 4,74 / 100,00   |
|                         | Tiago Mayan Gonçalves   | 190    | 3,40 / 100,00   |
|                         | Marisa Matias           | 187    | 3,34 / 100,00   |
|                         | Vitorino Silva          | 130    | 2,32 / 100,00   |
| Votos Inválidos         | Votos Inválidos         | 135    | 2,35 / 100,00   |
| Total                   | Total                   | 5 727  | 100,00 / 100,00 |
| Eleitorado/Participação | Eleitorado/Participação | 11 261 | 50,86 / 100,00  |

| Freguesia           | %     | %     | %     | %    | %    | %    | %    | Votantes |
| Freguesia           | MRS   | AV    | AG    | JF   | TMG  | MM   | VS   | Votantes |
| ------------------- | ----- | ----- | ----- | ---- | ---- | ---- | ---- | -------- |
| Freguesia           |       |       |       |      |      |      |      | Votantes |
| Arranhó             | 68,84 | 13,13 | 8,12  | 3,81 | 2,00 | 2,00 | 1,90 | 1 016    |
| Arruda dos Vinhos   | 59,76 | 13,64 | 11,80 | 5,21 | 4,09 | 3,42 | 2,09 | 3 784    |
| Cardosas            | 57,18 | 15,19 | 11,60 | 5,80 | 1,93 | 4,42 | 3,87 | 370      |
| Santiago dos Velhos | 60,85 | 12,68 | 13,79 | 2,57 | 2,21 | 4,23 | 3,68 | 557      |
| Arruda dos Vinhos   | 61,32 | 13,56 | 11,32 | 4,74 | 3,40 | 3,34 | 2,32 | 5 727    |

### Azambuja
| Candidato               | Candidato               | Votos  | %               |
| ----------------------- | ----------------------- | ------ | --------------- |
|                         | Marcelo Rebelo de Sousa | 4 497  | 58,02 / 100,00  |
|                         | André Ventura           | 1 166  | 15,04 / 100,00  |
|                         | Ana Gomes               | 777    | 10,02 / 100,00  |
|                         | João Ferreira           | 541    | 6,98 / 100,00   |
|                         | Marisa Matias           | 382    | 4,93 / 100,00   |
|                         | Vitorino Silva          | 238    | 3,07 / 100,00   |
|                         | Tiago Mayan Gonçalves   | 150    | 1,94 / 100,00   |
| Votos Inválidos         | Votos Inválidos         | 141    | 1,79 / 100,00   |
| Total                   | Total                   | 7 892  | 100,00 / 100,00 |
| Eleitorado/Participação | Eleitorado/Participação | 17 628 | 44,77 / 100,00  |

| Freguesia                                          | %     | %     | %     | %    | %    | %    | %    | Votantes |
| Freguesia                                          | MRS   | AV    | AG    | JF   | MM   | VS   | TMG  | Votantes |
| -------------------------------------------------- | ----- | ----- | ----- | ---- | ---- | ---- | ---- | -------- |
| Freguesia                                          |       |       |       |      |      |      |      | Votantes |
| Alcoentre                                          | 55,26 | 18,88 | 10,84 | 5,04 | 3,86 | 3,97 | 2,15 | 945      |
| Aveiras de Baixo                                   | 58,90 | 14,38 | 10,27 | 5,65 | 4,97 | 2,57 | 3,25 | 594      |
| Aveiras de Cima                                    | 63,12 | 10,94 | 9,78  | 6,87 | 5,35 | 3,22 | 0,73 | 1 672    |
| Azambuja                                           | 56,50 | 16,85 | 9,08  | 7,05 | 5,12 | 2,65 | 2,75 | 2 969    |
| Manique do Intendente, V.N. de São Pedro e Maçussa | 57,14 | 11,23 | 14,29 | 9,38 | 4,14 | 2,94 | 0,87 | 936      |
| Vale do Paraíso                                    | 58,02 | 12,83 | 9,36  | 8,29 | 5,35 | 4,81 | 1,34 | 383      |
| Vila Nova da Rainha                                | 55,13 | 21,79 | 6,41  | 6,67 | 5,64 | 2,82 | 1,54 | 393      |
| Azambuja                                           | 58,02 | 15,04 | 10,02 | 6,98 | 4,93 | 3,07 | 1,94 | 7 892    |

### Cadaval
| Candidato               | Candidato               | Votos  | %               |
| ----------------------- | ----------------------- | ------ | --------------- |
|                         | Marcelo Rebelo de Sousa | 3 382  | 64,95 / 100,00  |
|                         | André Ventura           | 692    | 13,22 / 100,00  |
|                         | Ana Gomes               | 553    | 10,56 / 100,00  |
|                         | João Ferreira           | 188    | 3,59 / 100,00   |
|                         | Marisa Matias           | 185    | 3,53 / 100,00   |
|                         | Vitorino Silva          | 141    | 2,69 / 100,00   |
|                         | Tiago Mayan Gonçalves   | 95     | 1,81 / 100,00   |
| Votos Inválidos         | Votos Inválidos         | 119    | 2,22 / 100,00   |
| Total                   | Total                   | 5 355  | 100,00 / 100,00 |
| Eleitorado/Participação | Eleitorado/Participação | 11 819 | 45,31 / 100,00  |

| Freguesia            | %     | %     | %     | %    | %    | %    | %    | Votantes |
| Freguesia            | MRS   | AV    | AG    | JF   | MM   | VS   | TMG  | Votantes |
| -------------------- | ----- | ----- | ----- | ---- | ---- | ---- | ---- | -------- |
| Freguesia            |       |       |       |      |      |      |      | Votantes |
| Alguber              | 71,38 | 11,25 | 9,97  | 2,25 | 2,89 | 1,61 | 0,64 | 320      |
| Cadaval e Pero Moniz | 61,64 | 12,81 | 12,06 | 4,07 | 4,60 | 2,49 | 2,34 | 1 355    |
| Lamas e Cercal       | 65,36 | 13,04 | 9,86  | 3,26 | 3,33 | 3,99 | 1,16 | 1 414    |
| Painho e Figueiros   | 69,06 | 11,88 | 9,53  | 3,91 | 2,66 | 2,03 | 0,94 | 651      |
| Peral                | 61,90 | 16,14 | 8,99  | 6,08 | 3,97 | 1,59 | 1,32 | 383      |
| Vermelha             | 71,43 | 9,90  | 8,00  | 3,24 | 1,90 | 2,29 | 3,24 | 538      |
| Vilar                | 57,63 | 17,48 | 13,19 | 2,52 | 4,00 | 2,52 | 2,67 | 694      |
| Cadaval              | 64,59 | 13,22 | 10,56 | 3,59 | 3,53 | 2,69 | 1,81 | 5 355    |

### Cascais
| Candidato               | Candidato               | Votos   | %               |
| ----------------------- | ----------------------- | ------- | --------------- |
|                         | Marcelo Rebelo de Sousa | 54 340  | 59,21 / 100,00  |
|                         | André Ventura           | 13 338  | 14,53 / 100,00  |
|                         | Ana Gomes               | 11 777  | 12,83 / 100,00  |
|                         | Tiago Mayan Gonçalves   | 4 707   | 5,13 / 100,00   |
|                         | João Ferreira           | 3 371   | 3,67 / 100,00   |
|                         | Marisa Matias           | 2 863   | 3,12 / 100,00   |
|                         | Vitorino Silva          | 1 385   | 1,51 / 100,00   |
| Votos Inválidos         | Votos Inválidos         | 1 719   | 1,83 / 100,00   |
| Total                   | Total                   | 93 500  | 100,00 / 100,00 |
| Eleitorado/Participação | Eleitorado/Participação | 177 899 | 52,56 / 100,00  |

| Freguesia            | %     | %     | %     | %    | %    | %    | %    | Votantes |
| Freguesia            | MRS   | AV    | AG    | TMG  | JF   | MM   | VS   | Votantes |
| -------------------- | ----- | ----- | ----- | ---- | ---- | ---- | ---- | -------- |
| Freguesia            |       |       |       |      |      |      |      | Votantes |
| Alcabideche          | 63,70 | 14,74 | 10,39 | 3,82 | 3,07 | 2,87 | 1,42 | 17 575   |
| Carcavelos e Parede  | 57,00 | 12,39 | 16,13 | 5,74 | 3,91 | 3,44 | 1,50 | 21 897   |
| Cascais e Estoril    | 56,31 | 18,29 | 11,70 | 7,36 | 2,91 | 2,39 | 1,04 | 27 710   |
| São Domingos de Rana | 61,10 | 12,31 | 12,90 | 3,15 | 4,68 | 3,79 | 2,07 | 26 318   |
| Cascais              | 59,21 | 14,53 | 12,83 | 5,13 | 3,67 | 3,12 | 1,51 | 93 050   |

### Lisboa
| Candidato               | Candidato               | Votos   | %               |
| ----------------------- | ----------------------- | ------- | --------------- |
|                         | Marcelo Rebelo de Sousa | 131 969 | 52,72 / 100,00  |
|                         | Ana Gomes               | 46 389  | 18,53 / 100,00  |
|                         | André Ventura           | 29 488  | 11,78 / 100,00  |
|                         | Tiago Mayan Gonçalves   | 16 140  | 6,45 / 100,00   |
|                         | João Ferreira           | 13 127  | 5,24 / 100,00   |
|                         | Marisa Matias           | 9 688   | 3,87 / 100,00   |
|                         | Vitorino Silva          | 3 534   | 1,41 / 100,00   |
| Votos Inválidos         | Votos Inválidos         | 4 424   | 1,74 / 100,00   |
| Total                   | Total                   | 254 759 | 100,00 / 100,00 |
| Eleitorado/Participação | Eleitorado/Participação | 477 605 | 53,34 / 100,00  |

| Freguesia               | %     | %     | %     | %     | %    | %    | %    | Votantes |
| Freguesia               | MRS   | AG    | AV    | TMG   | JF   | MM   | VS   | Votantes |
| ----------------------- | ----- | ----- | ----- | ----- | ---- | ---- | ---- | -------- |
| Freguesia               |       |       |       |       |      |      |      | Votantes |
| Ajuda                   | 54,86 | 17,79 | 10,22 | 4,19  | 7,38 | 4,19 | 1,36 | 6 291    |
| Alcântara               | 55,37 | 17,05 | 10,26 | 6,18  | 5,34 | 4,08 | 1,73 | 6 076    |
| Alvalade                | 51,30 | 19,23 | 11,82 | 7,95  | 4,79 | 3,62 | 1,29 | 17 577   |
| Areeiro                 | 49,86 | 20,31 | 12,50 | 8,36  | 4,31 | 3,63 | 1,02 | 10 423   |
| Arroios                 | 46,04 | 25,68 | 9,08  | 5,75  | 6,81 | 5,43 | 1,20 | 13 387   |
| Avenidas Novas          | 48,98 | 17,92 | 13,92 | 11,06 | 4,06 | 3,03 | 1,03 | 12 386   |
| Beato                   | 56,18 | 16,50 | 12,16 | 2,79  | 6,32 | 4,04 | 2,02 | 5 027    |
| Belém                   | 51,66 | 15,41 | 14,81 | 10,58 | 3,90 | 2,63 | 1,01 | 8 388    |
| Benfica                 | 55,67 | 18,49 | 10,96 | 4,20  | 5,29 | 3,82 | 1,57 | 17 601   |
| Campo de Ourique        | 51,96 | 18,31 | 11,98 | 8,07  | 4,88 | 3,86 | 0,95 | 10 547   |
| Campolide               | 54,80 | 16,26 | 11,94 | 6,55  | 5,13 | 3,90 | 1,41 | 6 682    |
| Carnide                 | 56,40 | 16,75 | 11,40 | 5,83  | 5,30 | 2,95 | 1,37 | 9 243    |
| Estrela                 | 49,87 | 15,76 | 15,43 | 11,22 | 3,99 | 2,53 | 1,21 | 9 098    |
| Lumiar                  | 52,85 | 18,38 | 11,37 | 8,19  | 4,49 | 3,41 | 1,35 | 24 051   |
| Marvila                 | 58,17 | 13,94 | 14,25 | 1,79  | 5,41 | 4,24 | 2,21 | 14 530   |
| Misericórdia            | 48,96 | 21,85 | 9,61  | 6,78  | 6,34 | 5,25 | 1,22 | 4 854    |
| Olivais                 | 56,24 | 17,20 | 11,38 | 3,67  | 5,92 | 3,87 | 1,72 | 15 082   |
| Parque das Nações       | 53,87 | 18,26 | 11,51 | 7,79  | 4,23 | 2,82 | 1,51 | 10 044   |
| Penha de França         | 50,92 | 22,14 | 9,59  | 3,05  | 6,62 | 5,93 | 1,76 | 11 926   |
| Santa Clara             | 54,14 | 17,18 | 15,23 | 3,44  | 4,75 | 3,77 | 1,50 | 8 477    |
| Santa Maria Maior       | 51,81 | 20,38 | 8,70  | 3,81  | 8,67 | 4,99 | 1,65 | 3 957    |
| Santo António           | 47,25 | 21,09 | 12,08 | 9,57  | 5,04 | 3,90 | 1,07 | 5 794    |
| São Domingos de Benfica | 53,59 | 17,82 | 11,67 | 7,39  | 4,76 | 3,50 | 1,26 | 17 620   |
| São Vicente             | 50,42 | 23,09 | 7,93  | 3,66  | 7,36 | 5,98 | 1,56 | 5 728    |
| Lisboa                  | 52,72 | 18,53 | 11,78 | 6,45  | 5,24 | 3,87 | 1,41 | 254 759  |

### Loures
| Candidato               | Candidato               | Votos   | %               |
| ----------------------- | ----------------------- | ------- | --------------- |
|                         | Marcelo Rebelo de Sousa | 49 512  | 59,21 / 100,00  |
|                         | André Ventura           | 11 115  | 13,29 / 100,00  |
|                         | Ana Gomes               | 10 457  | 12,50 / 100,00  |
|                         | João Ferreira           | 5 640   | 6,74 / 100,00   |
|                         | Marisa Matias           | 3 023   | 3,61 / 100,00   |
|                         | Tiago Mayan Gonçalves   | 2 237   | 2,68 / 100,00   |
|                         | Vitorino Silva          | 1 640   | 1,96 / 100,00   |
| Votos Inválidos         | Votos Inválidos         | 1 569   | 1,84 / 100,00   |
| Total                   | Total                   | 85 193  | 100,00 / 100,00 |
| Eleitorado/Participação | Eleitorado/Participação | 168 750 | 50,48 / 100,00  |

| Freguesia                                         | %     | %     | %     | %    | %    | %    | %    | Votantes |
| Freguesia                                         | MRS   | AV    | AG    | JF   | MM   | TMG  | VS   | Votantes |
| ------------------------------------------------- | ----- | ----- | ----- | ---- | ---- | ---- | ---- | -------- |
| Freguesia                                         |       |       |       |      |      |      |      | Votantes |
| Bucelas                                           | 60,43 | 12,09 | 9,94  | 9,08 | 3,72 | 1,99 | 2,75 | 1 995    |
| Camarate, Unhos e Apelação                        | 62,05 | 16,06 | 9,19  | 6,75 | 3,06 | 1,22 | 1,67 | 12 463   |
| Fanhões                                           | 56,99 | 16,04 | 11,56 | 7,89 | 2,96 | 1,88 | 2,69 | 1 143    |
| Loures                                            | 58,51 | 14,75 | 12,20 | 5,82 | 3,69 | 2,92 | 2,11 | 13 500   |
| Lousa                                             | 62,15 | 13,48 | 9,96  | 5,32 | 3,52 | 3,00 | 2,58 | 1 193    |
| Moscavide e Portela                               | 57,51 | 11,30 | 16,39 | 5,18 | 3,18 | 5,02 | 1,41 | 9 799    |
| Sacavém e Prior Velho                             | 59,72 | 11,72 | 12,97 | 6,89 | 3,53 | 3,22 | 1,95 | 10 431   |
| Santa Iria de Azoia, São João da Talha e Bobadela | 58,37 | 12,80 | 12,22 | 8,35 | 3,74 | 2,18 | 2,33 | 19 899   |
| Santo Antão e São Julião do Tojal                 | 59,05 | 13,58 | 10,08 | 9,41 | 3,21 | 2,51 | 2,15 | 3 646    |
| Santo António dos Cavaleiros e Frielas            | 59,13 | 12,35 | 14,83 | 4,97 | 4,57 | 2,55 | 1,61 | 11 124   |
| Loures                                            | 59,21 | 13,29 | 12,50 | 6,74 | 3,61 | 2,68 | 1,96 | 85 193   |

### Lourinhã
| Candidato               | Candidato               | Votos  | %               |
| ----------------------- | ----------------------- | ------ | --------------- |
|                         | Marcelo Rebelo de Sousa | 7 181  | 65,88 / 100,00  |
|                         | André Ventura           | 1 659  | 15,22 / 100,00  |
|                         | Ana Gomes               | 954    | 8,75 / 100,00   |
|                         | Marisa Matias           | 349    | 3,20 / 100,00   |
|                         | Vitorino Silva          | 282    | 2,59 / 100,00   |
|                         | João Ferreira           | 270    | 2,48 / 100,00   |
|                         | Tiago Mayan Gonçalves   | 205    | 1,88 / 100,00   |
| Votos Inválidos         | Votos Inválidos         | 248    | 2,22 / 100,00   |
| Total                   | Total                   | 11 148 | 100,00 / 100,00 |
| Eleitorado/Participação | Eleitorado/Participação | 23 110 | 48,24 / 100,00  |

| Freguesia                           | %     | %     | %     | %    | %    | %    | %    | Votantes |
| Freguesia                           | MRS   | AV    | AG    | MM   | VS   | JF   | TMG  | Votantes |
| ----------------------------------- | ----- | ----- | ----- | ---- | ---- | ---- | ---- | -------- |
| Freguesia                           |       |       |       |      |      |      |      | Votantes |
| Lourinhã e Atalaia                  | 64,23 | 15,61 | 10,21 | 3,30 | 2,27 | 2,43 | 1,94 | 5 264    |
| Miragaia e Marteleira               | 70,84 | 12,06 | 7,99  | 3,60 | 3,01 | 1,83 | 0,66 | 1 557    |
| Moita dos Ferreiros                 | 72,62 | 16,07 | 4,75  | 1,80 | 3,93 | 0,49 | 0,33 | 627      |
| Reguengo Grande                     | 61,96 | 15,15 | 10,84 | 2,75 | 2,41 | 5,68 | 1,20 | 600      |
| Ribamar                             | 66,00 | 17,65 | 7,18  | 2,35 | 2,00 | 2,82 | 2,00 | 869      |
| Santa Bárbara                       | 68,04 | 12,83 | 6,63  | 3,37 | 2,72 | 1,85 | 4,57 | 944      |
| São Bartolomeu dos Galegos e Moledo | 66,36 | 15,58 | 5,92  | 3,43 | 3,27 | 2,96 | 2,49 | 655      |
| Vimeiro                             | 60,55 | 18,84 | 8,70  | 3,86 | 2,90 | 3,38 | 1,77 | 632      |
| Lourinhã                            | 65,88 | 15,22 | 8,75  | 3,20 | 2,59 | 2,48 | 1,88 | 11 148   |

### Mafra
| Candidato               | Candidato               | Votos  | %               |
| ----------------------- | ----------------------- | ------ | --------------- |
|                         | Marcelo Rebelo de Sousa | 21 934 | 61,79 / 100,00  |
|                         | André Ventura           | 4 759  | 13,41 / 100,00  |
|                         | Ana Gomes               | 4 275  | 12,04 / 100,00  |
|                         | Marisa Matias           | 1 252  | 3,53 / 100,00   |
|                         | Tiago Mayan Gonçalves   | 1 160  | 3,27 / 100,00   |
|                         | João Ferreira           | 1 148  | 3,23 / 100,00   |
|                         | Vitorino Silva          | 971    | 2,74 / 100,00   |
| Votos Inválidos         | Votos Inválidos         | 765    | 2,11 / 100,00   |
| Total                   | Total                   | 36 264 | 100,00 / 100,00 |
| Eleitorado/Participação | Eleitorado/Participação | 67 189 | 53,97 / 100,00  |

| Freguesia                                        | %     | %     | %     | %    | %    | %    | %    | Votantes |
| Freguesia                                        | MRS   | AV    | AG    | MM   | TMG  | JF   | VS   | Votantes |
| ------------------------------------------------ | ----- | ----- | ----- | ---- | ---- | ---- | ---- | -------- |
| Freguesia                                        |       |       |       |      |      |      |      | Votantes |
| Azueira e Sobral da Abelheira                    | 66,48 | 12,16 | 10,73 | 2,57 | 2,41 | 2,74 | 2,90 | 1 867    |
| Carvoeira                                        | 57,49 | 12,23 | 14,98 | 5,07 | 2,66 | 4,49 | 3,08 | 1 232    |
| Encarnação                                       | 69,51 | 12,34 | 8,48  | 2,41 | 2,76 | 1,96 | 2,56 | 2 050    |
| Enxara do Bispo, Gradil e Vila Franca do Rosário | 64,41 | 14,02 | 9,80  | 3,24 | 2,54 | 3,17 | 2,82 | 1 441    |
| Ericeira                                         | 57,55 | 13,57 | 14,86 | 3,71 | 3,87 | 3,94 | 2,49 | 4 520    |
| Igreja Nova e Cheleiros                          | 63,78 | 13,91 | 10,22 | 3,64 | 2,51 | 2,73 | 3,21 | 1 899    |
| Mafra                                            | 59,97 | 12,86 | 13,31 | 3,88 | 3,65 | 3,29 | 3,04 | 8 919    |
| Malveira e São Miguel de Alcainça                | 60,45 | 14,42 | 11,83 | 3,89 | 3,24 | 3,57 | 2,59 | 3 767    |
| Milharado                                        | 65,94 | 13,40 | 10,14 | 2,78 | 2,84 | 2,45 | 2,45 | 3 428    |
| Santo Isidoro                                    | 64,08 | 11,63 | 11,28 | 4,01 | 3,61 | 2,57 | 2,82 | 2 074    |
| Venda do Pinheiro e Santo Estêvão das Galés      | 60,74 | 15,01 | 11,58 | 3,24 | 3,38 | 3,65 | 2,40 | 5 067    |
| Mafra                                            | 61,79 | 13,41 | 12,04 | 3,55 | 3,27 | 3,23 | 2,74 | 36 264   |

### Odivelas
| Candidato               | Candidato               | Votos   | %               |
| ----------------------- | ----------------------- | ------- | --------------- |
|                         | Marcelo Rebelo de Sousa | 37 134  | 60,71 / 100,00  |
|                         | André Ventura           | 8 334   | 13,63 / 100,00  |
|                         | Ana Gomes               | 7 916   | 12,94 / 100,00  |
|                         | João Ferreira           | 2 754   | 4,50 / 100,00   |
|                         | Marisa Matias           | 2 193   | 3,59 / 100,00   |
|                         | Tiago Mayan Gonçalves   | 1 618   | 2,65 / 100,00   |
|                         | Vitorino Silva          | 1 214   | 1,98 / 100,00   |
| Votos Inválidos         | Votos Inválidos         | 1 055   | 1,70 / 100,00   |
| Total                   | Total                   | 62 218  | 100,00 / 100,00 |
| Eleitorado/Participação | Eleitorado/Participação | 126 825 | 49,06 / 100,00  |

| Partido                              | %     | %     | %     | %    | %    | %    | %    | Votantes |
| Partido                              | MRS   | AV    | AG    | JF   | MM   | TMG  | VS   | Votantes |
| ------------------------------------ | ----- | ----- | ----- | ---- | ---- | ---- | ---- | -------- |
| Partido                              |       |       |       |      |      |      |      | Votantes |
| Odivelas                             | 60,35 | 12,50 | 14,32 | 4,44 | 3,50 | 3,05 | 1,83 | 25 297   |
| Pontinha e Famões                    | 61,94 | 14,90 | 11,18 | 4,65 | 3,40 | 1,95 | 1,98 | 14 662   |
| Póvoa de Santo Adrião e Olival Basto | 60,26 | 13,14 | 12,92 | 5,66 | 3,61 | 2,26 | 2,15 | 7 153    |
| Ramada e Caneças                     | 60,35 | 14,51 | 12,35 | 3,92 | 3,89 | 2,83 | 2,17 | 15 106   |
| Odivelas                             | 60,71 | 13,63 | 12,94 | 4,50 | 3,59 | 2,65 | 1,98 | 62 218   |

### Oeiras
| Candidato               | Candidato               | Votos   | %               |
| ----------------------- | ----------------------- | ------- | --------------- |
|                         | Marcelo Rebelo de Sousa | 46 450  | 57,25 / 100,00  |
|                         | Ana Gomes               | 13 734  | 16,93 / 100,00  |
|                         | André Ventura           | 9 023   | 11,12 / 100,00  |
|                         | Tiago Mayan Gonçalves   | 4 207   | 5,18 / 100,00   |
|                         | João Ferreira           | 3 588   | 4,42 / 100,00   |
|                         | Marisa Matias           | 2 842   | 3,50 / 100,00   |
|                         | Vitorino Silva          | 1 295   | 1,60 / 100,00   |
| Votos Inválidos         | Votos Inválidos         | 1 582   | 1,91 / 100,00   |
| Total                   | Total                   | 82 721  | 100,00 / 100,00 |
| Eleitorado/Participação | Eleitorado/Participação | 146 585 | 56,43 / 100,00  |

| Freguesia                                      | %     | %     | %     | %    | %    | %    | %    | Votantes |
| Freguesia                                      | MRS   | AG    | AV    | TMG  | JF   | MM   | VS   | Votantes |
| ---------------------------------------------- | ----- | ----- | ----- | ---- | ---- | ---- | ---- | -------- |
| Freguesia                                      |       |       |       |      |      |      |      | Votantes |
| Algés, Linda-a-Velha e Cruz Quebrada - Dafundo | 55,93 | 17,78 | 11,01 | 5,96 | 4,54 | 3,27 | 1,51 | 23 142   |
| Barcarena                                      | 58,55 | 14,04 | 12,61 | 4,30 | 4,67 | 3,55 | 2,28 | 7 172    |
| Carnaxide e Queijas                            | 58,91 | 16,27 | 10,49 | 4,75 | 4,48 | 3,48 | 1,62 | 16 694   |
| Oeiras e São Julião da Barra                   | 55,80 | 17,92 | 11,43 | 5,58 | 4,30 | 3,64 | 1,34 | 28 733   |
| Porto Salvo                                    | 62,25 | 14,54 | 10,19 | 2,95 | 4,15 | 3,74 | 2,18 | 6 980    |
| Oeiras                                         | 57,25 | 16,93 | 11,12 | 5,18 | 4,42 | 3,50 | 1,60 | 82 721   |

### Sintra
| Candidato               | Candidato               | Votos   | %               |
| ----------------------- | ----------------------- | ------- | --------------- |
|                         | Marcelo Rebelo de Sousa | 87 545  | 59,24 / 100,00  |
|                         | André Ventura           | 20 590  | 13,93 / 100,00  |
|                         | Ana Gomes               | 19 504  | 13,20 / 100,00  |
|                         | João Ferreira           | 6 725   | 4,55 / 100,00   |
|                         | Marisa Matias           | 6 398   | 4,33 / 100,00   |
|                         | Tiago Mayan Gonçalves   | 3 902   | 2,64 / 100,00   |
|                         | Vitorino Silva          | 3 117   | 2,11 / 100,00   |
| Votos Inválidos         | Votos Inválidos         | 2 707   | 1,80 / 100,00   |
| Total                   | Total                   | 150 488 | 100,00 / 100,00 |
| Eleitorado/Participação | Eleitorado/Participação | 321 373 | 46,83 / 100,00  |

| Freguesia                                     | %     | %     | %     | %    | %    | %    | %    | Votantes |
| Freguesia                                     | MRS   | AV    | AG    | JF   | MM   | TMG  | VS   | Votantes |
| --------------------------------------------- | ----- | ----- | ----- | ---- | ---- | ---- | ---- | -------- |
| Freguesia                                     |       |       |       |      |      |      |      | Votantes |
| Agualva e Mira-Sintra                         | 60,75 | 13,47 | 12,33 | 5,38 | 4,16 | 1,68 | 2,22 | 14 779   |
| Algueirão - Mem Martins                       | 58,80 | 14,16 | 13,47 | 4,30 | 4,39 | 2,63 | 2,24 | 25 867   |
| Almargem do Bispo, Pero Pinheiro e Montelavar | 61,73 | 16,57 | 9,53  | 4,01 | 3,42 | 2,39 | 2,35 | 7 440    |
| Cacém e São Marcos                            | 60,43 | 13,36 | 12,38 | 4,63 | 4,76 | 2,03 | 2,41 | 14 242   |
| Casal de Cambra                               | 63,99 | 14,85 | 9,84  | 3,36 | 3,66 | 2,14 | 2,16 | 4 680    |
| Colares                                       | 57,17 | 15,17 | 13,86 | 4,46 | 3,31 | 3,53 | 2,49 | 3 725    |
| Massamá e Monte Abraão                        | 58,03 | 12,23 | 15,87 | 4,94 | 4,66 | 2,51 | 1,77 | 19 557   |
| Queluz e Belas                                | 58,68 | 13,55 | 13,76 | 5,04 | 4,43 | 2,85 | 1,69 | 19 331   |
| Rio de Mouro                                  | 58,89 | 14,21 | 13,07 | 4,54 | 4,72 | 2,34 | 2,22 | 19 258   |
| São João das Lampas e Terrugem                | 60,12 | 15,34 | 11,80 | 3,83 | 4,00 | 2,47 | 2,44 | 7 640    |
| Sintra                                        | 57,34 | 14,32 | 13,76 | 3,94 | 3,98 | 4,76 | 1,90 | 13 969   |
| Sintra                                        | 59,24 | 13,93 | 13,20 | 4,55 | 4,33 | 2,64 | 2,11 | 150 488  |

### Sobral de Monte Agraço
| Candidato               | Candidato               | Votos | %               |
| ----------------------- | ----------------------- | ----- | --------------- |
|                         | Marcelo Rebelo de Sousa | 2 376 | 59,27 / 100,00  |
|                         | André Ventura           | 553   | 13,79 / 100,00  |
|                         | Ana Gomes               | 425   | 10,60 / 100,00  |
|                         | João Ferreira           | 309   | 7,71 / 100,00   |
|                         | Marisa Matias           | 139   | 3,47 / 100,00   |
|                         | Vitorino Silva          | 107   | 2,67 / 100,00   |
|                         | Tiago Mayan Gonçalves   | 100   | 2,49 / 100,00   |
| Votos Inválidos         | Votos Inválidos         | 74    | 1,82 / 100,00   |
| Total                   | Total                   | 4 083 | 100,00 / 100,00 |
| Eleitorado/Participação | Eleitorado/Participação | 8 513 | 47,96 / 100,00  |

| Freguesia              | %     | %     | %     | %    | %    | %    | %    | Votantes |
| Freguesia              | MRS   | AV    | AG    | JF   | MM   | VS   | TMG  | Votantes |
| ---------------------- | ----- | ----- | ----- | ---- | ---- | ---- | ---- | -------- |
| Freguesia              |       |       |       |      |      |      |      | Votantes |
| Santo Quintino         | 59,72 | 12,94 | 8,48  | 9,36 | 4,24 | 2,85 | 2,41 | 1 387    |
| Sapataria              | 62,86 | 13,97 | 9,37  | 5,79 | 3,15 | 2,98 | 1,87 | 1 193    |
| Sobral de Monte Agraço | 55,96 | 14,45 | 13,57 | 7,70 | 3,00 | 3,07 | 2,25 | 1 503    |
| Sobral de Monte Agraço | 59,27 | 13,79 | 10,60 | 7,71 | 3,47 | 2,67 | 2,49 | 4 083    |

### Torres Vedras
| Candidato               | Candidato               | Votos  | %               |
| ----------------------- | ----------------------- | ------ | --------------- |
|                         | Marcelo Rebelo de Sousa | 21 604 | 62,88 / 100,00  |
|                         | André Ventura           | 4 282  | 12,46 / 100,00  |
|                         | Ana Gomes               | 3 861  | 11,24 / 100,00  |
|                         | João Ferreira           | 1 381  | 4,02 / 100,00   |
|                         | Marisa Matias           | 1 300  | 3,78 / 100,00   |
|                         | Vitorino Silva          | 977    | 2,84 / 100,00   |
|                         | Tiago Mayan Gonçalves   | 953    | 2,77 / 100,00   |
| Votos Inválidos         | Votos Inválidos         | 766    | 2,18 / 100,00   |
| Total                   | Total                   | 35 124 | 100,00 / 100,00 |
| Eleitorado/Participação | Eleitorado/Participação | 69 005 | 50,90 / 100,00  |

| Freguesia                         | %     | %     | %     | %    | %    | %    | %    | Votantes |
| Freguesia                         | MRS   | AV    | AG    | JF   | MM   | VS   | TMG  | Votantes |
| --------------------------------- | ----- | ----- | ----- | ---- | ---- | ---- | ---- | -------- |
| Freguesia                         |       |       |       |      |      |      |      | Votantes |
| A dos Cunhados e Maceira          | 61,31 | 15,21 | 10,64 | 3,18 | 4,44 | 2,78 | 2,44 | 4 568    |
| Campelos e Outeiro da Cabeça      | 69,96 | 13,94 | 7,07  | 1,75 | 3,08 | 2,73 | 1,47 | 1 449    |
| Carvoeira e Carmões               | 65,29 | 10,49 | 11,20 | 6,16 | 3,63 | 1,51 | 1,72 | 1 002    |
| Dois Portos e Runa                | 64,48 | 10,48 | 9,07  | 7,74 | 3,58 | 2,75 | 1,91 | 1 220    |
| Freiria                           | 69,18 | 13,74 | 6,01  | 2,19 | 3,34 | 3,82 | 1,72 | 1 068    |
| Maxial e Monte Redondo            | 66,06 | 11,60 | 8,60  | 5,37 | 3,31 | 3,87 | 1,18 | 1 294    |
| Ponte do Rol                      | 65,41 | 15,04 | 9,41  | 2,31 | 2,58 | 2,95 | 2,31 | 1 106    |
| Ramalhal                          | 64,20 | 12,09 | 10,22 | 3,47 | 4,28 | 3,01 | 2,74 | 1 545    |
| Santa Maria, São Pedro e Matacães | 58,74 | 11,28 | 14,22 | 5,36 | 3,99 | 2,75 | 3,67 | 11 940   |
| São Pedro da Cadeira              | 69,30 | 12,75 | 7,69  | 1,81 | 3,44 | 3,53 | 1,49 | 2 254    |
| Silveira                          | 62,66 | 13,70 | 11,32 | 2,77 | 4,02 | 2,51 | 3,02 | 3 999    |
| Turcifal                          | 63,53 | 10,61 | 11,60 | 3,94 | 3,58 | 2,88 | 3,87 | 1 450    |
| Ventosa                           | 67,99 | 11,75 | 9,33  | 2,93 | 2,79 | 2,88 | 2,33 | 2 229    |
| Torres Vedras                     | 62,88 | 12,46 | 11,24 | 4,02 | 3,78 | 2,84 | 2,77 | 35 124   |

### Vila Franca de Xira
| Candidato               | Candidato               | Votos   | %               |
| ----------------------- | ----------------------- | ------- | --------------- |
|                         | Marcelo Rebelo de Sousa | 33 341  | 57,87 / 100,00  |
|                         | André Ventura           | 7 405   | 12,85 / 100,00  |
|                         | Ana Gomes               | 6 982   | 12,12 / 100,00  |
|                         | João Ferreira           | 4 579   | 7,95 / 100,00   |
|                         | Marisa Matias           | 2 461   | 4,27 / 100,00   |
|                         | Vitorino Silva          | 1 474   | 2,56 / 100,00   |
|                         | Tiago Mayan Gonçalves   | 1 374   | 2,38 / 100,00   |
| Votos Inválidos         | Votos Inválidos         | 1 005   | 1,71 / 100,00   |
| Total                   | Total                   | 58 621  | 100,00 / 100,00 |
| Eleitorado/Participação | Eleitorado/Participação | 113 908 | 51,46 / 100,00  |

| Freguesia                                  | %     | %     | %     | %     | %    | %    | %    | Votantes |
| Freguesia                                  | MRS   | AV    | AG    | JF    | MM   | VS   | TMG  | Votantes |
| ------------------------------------------ | ----- | ----- | ----- | ----- | ---- | ---- | ---- | -------- |
| Freguesia                                  |       |       |       |       |      |      |      | Votantes |
| Alhandra, Calhandriz e São João dos Montes | 56,21 | 12,46 | 11,05 | 11,36 | 4,23 | 2,68 | 2,02 | 5 889    |
| Alverca do Ribatejo e Sobralinho           | 58,48 | 11,08 | 12,04 | 8,63  | 4,67 | 2,39 | 2,72 | 15 775   |
| Castanheira do Ribatejo e Cachoeiras       | 59,74 | 13,67 | 10,35 | 7,56  | 4,15 | 2,44 | 2,09 | 3 167    |
| Póvoa de Santa Iria e Forte da Casa        | 57,73 | 13,91 | 12,96 | 5,82  | 4,38 | 2,91 | 2,30 | 17 824   |
| Vialonga                                   | 59,17 | 13,86 | 10,70 | 7,95  | 3,76 | 2,60 | 1,96 | 8 205    |
| Vila Franca de Xira                        | 56,04 | 12,95 | 13,39 | 9,01  | 3,84 | 2,02 | 2,75 | 7 761    |
| Vila Franca de Xira                        | 57,87 | 12,85 | 12,12 | 7,95  | 4,27 | 2,56 | 2,38 | 58 621   |